# オープンネットワーク (産業)
オープンネットワーク（Open network）は、情報通信網や電力・ガスの供給網などネットワーク型公益事業への参入を自由化すること。

## 定義
オープンネットワークとは情報通信網や電力・ガスの供給網などネットワーク型公益事業において新規事業者の参入を自由化することをいう。
欧州連合(EU)では1990年代から域内市場の自由化を進めるプロセスでオープンネットワークが政策として打ち出され単一市場の形成を図ることになった。

## 鉄道分野
鉄道分野では既存のネットワークを利用した鉄道事業への新規参入をオープンアクセスといい、ネットワークへのアクセス権（通路利用の権利）を認めたり、鉄道線路を第三者に開放するオープンネットワークを導くことをいう。
鉄道線路を第三者に開放するオープンネットワークにおいても、鉄道車両を保有して鉄道輸送を営む場合もあれば鉄道車両を賃貸して鉄道輸送を営む場合もある。また、鉄道車両を利用する場合でも、参入事業者が自ら動力車を使って列車制御を行う場合とそうでない場合がある。